# Stefan Mayer (Bühnenbildner)
Stefan Mayer (* 1959 in Stuttgart) ist ein deutscher Regisseur, Bühnen- und Kostümbildner.

## Leben
Mayer ist ein Sohn des Architekten Ro Mayer und der Grafikerin Marlis Mayer. Nach einer einjährigen Hospitanz in sämtlichen Abteilungen des württembergischen Staatstheaters (u. a. bei Jean Pierre Ponnelles „Ring des Nibelungen“ und als Beleuchtungsassistent bei Claus Peymanns „Iphegenie“) studierte er Bühnenbild bei Jürgen Rose an der Kunstakademie Stuttgart. Danach folgten einige Assistenzen in Bochum, Düsseldorf und Zürich. Durch ein Stipendium der Kunststiftung Baden-Württemberg studierte er später Lichtdesign an der Yale University in New Haven.
Feste Engagements führten ihn 1989–1993 ans Stadttheater Freiburg als festen Bühnenbildner (Intendanz: Friedrich Schirmer), 1993–1995 ans Schauspiel Frankfurt (Intendanz: Peter Eschberg), als Ausstattungsleiter 1995–1999 ans Schauspielhaus Bochum (Intendanz: Leander Haußmann) und 1999–2000 zum FAUST bei der Expo 2000 als Bühnenbildner (Regie: Peter Stein). Für das Staatstheater Freiburg entwarf er die komplette Corporate Identity (inklusive Signet und Theaterzeitung). Ab 1982 arbeitete er mit Peter Stein, Hans Neuenfels, Leander Haußmann, Jürgen Kruse, Thomas Vinterberg, Klaus Michael Grüber, Karin Henkel, Matthias Kaschig, Matthias Hartmann, Nicolas Stemann, Christof Nel, Alexander Nerlich, Christine Mielitz, Alexander Charim sowie Richard Siegal, Claudio Abbado und Donald C. Runnicles zusammen. Seit 1998 führt er auch selbst Regie bei Oper und Schauspiel, wobei er auch gleichzeitig die Ausstattung übernimmt.

## Wirkungsstätten
Er arbeitete u. a. am Thalia Theater, Schauspielhaus Hamburg, Schauspiel Frankfurt, Kammerspiele München, Schauspielhaus Bochum, Burgtheater Wien, Volksbühne OST, Deutsches Theater Berlin, Berliner Ensemble, Schauspiel Stuttgart, Theater Bremen, Schauspielhaus Zürich, Landestheater Salzburg, Theater Bonn, Theater Bern, Schauspiel Köln, Düsseldorfer Schauspielhaus, Ruhrfestspiele, Ruhrtriennale, Salzburger Festspiele, Oper St. Gallen, Oper Basel, Oper Zürich, Welsh National Opera, La Mama Theatre N.Y., Maggio Musicale Florenz Montepulciano, Staatsoper wien, Staatsoper München, Oper Antwerpen, Volksoper Wien und Komische Oper Berlin.

## Auszeichnungen
- Theatertreffen Berlin
- Hedda Gabler, Regie Jürgen Kruse, Schauspiel Frankfurt am Main 1994
- Platonov, Regie: Karin Henkel, Schauspiel Stuttgart 2005
- Die Räuber, Regie: Nicolas Steinmann, Salzburger Festspiele/Thalia Theater 2008
- FAUST – Preis
- Nominierung: Liliom, Regie: Karinn Henkel, Schauspiel Stuttgart 2007

## Ausstellungen
- Kunststiftung Baden-Württemberg 1989
- Faustskizzen Heide(n)spektakel 2000
- Quadriennale Prag Richard II / Schauspiel Stuttgart
- Symposium Kiesler – Stiftung Wien 2002
- Raumgestaltung Opernball Wien 2004
- Raumgestaltung Zuschauerraum DT 2009

## Lehre
- 1998 – Vorträge über Lichtdesign und Entwicklung der Faust Spirale mit Studenten der Fachhochschule Darmstadt unter Prof. Eisele.

## Publikationen
- Internationale Theaterplakate, 1987–1999
- Schauspielhaus Bochum, 1995–2000, 2000–2003
- Salzburger Festspiele, 1992–2001
- FAUST 1+2 in Bildern, 2001
- Peter Eschberg: Theatermacher, 2000
- Roland Koberg: Robert Hunger-Bühler
- Ohne Licht, Ohne Lärm, 2000
- Claudio Abbado, Riccordi Verlag, 2000
- Peter Stein: Biographie, 2001
- Bühnenbauten des 20. Jh. Aufsatz: Anmerkungen zum Theaterbau, 2011[6]

## Auswahl der Arbeiten
- Judith, Regie Jürgen Kruse (mit Anne Tismer) Freiburger Theater.
- Prinz v. Homburg, Regie Jürgen Kruse, (mit Robert Hunger-Bühler), Freiburger Theater
- Sieben gegen Theber, Regie: Jürgen Kruse, Salzburger Festspiele
- Einsame Menschen, Regie: Leander Haußmann, Volksbühne OST
- Der Widerspenstigen Zähmung, Regie Leander Haußmann, Schauspielhaus Bochum
- Faust, 1+2, Wozzeck, Peter Grimes, Simon Boccanegra, Regie: Peter Stein, Expo 2000/ Salzburger Festspiele / Welsh National Opera / Maggio Musicale Florenz
- Don Juan kommt aus dem Krieg, Regie: Klaus Michael Grüber, Expo 2000
- Ein Sportstück, Regie: Christoph Nel, S, Schauspiel Kölnchauspielhaus Oper Gelsenkirchen
- Der Menschenfeind, Regie: Matthias Hartmann, Schauspielhaus Bochum
- Endstation Sehnsucht, Platonov, Liliom, Penthilea, Weites Land, Komödie d. Verführung, Mina v. Barnhelm, Glaube, Liebe Hoffnung, Der Menschenfeind, Drei Schwestern, Sommergäste/Nachtasyl, Regie: Karin Henkel, Schauspiel Stuttgart, Schauspielhaus Zürich, Schauspielhaus Hamburg, Schauspiel Ffm. Kammerspiele München.
- Die Kommune, Regie: Thomas Vinterberg, Burgtheater Wien
- Wie ich Welt wurde, Regie Hans Neuenfels, Oper Zürich
- Manon Lescaut, Regie Hans Neuenfels, Staatsoper München
- Iphigenie, Die Räuber, Regie: Nicolas Steimann, Thalia Theater, Salzburger Festspiele